# 岩間町
岩間町（日语：／ Iwama machi */?）是一個已經廢除、位于日本茨城県西茨城郡的町，距离东京150公里。